# Nasturtium
Nasturtium és un gènere de plantes dins la família brassicàcia.
És el gènere del creixen comestible. Es tracta d'un gènere gairebé cosmopolita

## Taxonomia
- Nasturtium africanum Braun-Blanq.
- Nasturtium floridanum (Al-Shehbaz & Rollins) Al-Shehbaz & R.A.Price
- Nasturtium gambellii (S.Watson) O.E.Schulz
- Nasturtium microphyllum Boenn. ex Rchb.
- Nasturtium officinale R.Br. - Creixen
- Nasturtium ×sterile (Airy Shaw) Oefelein